# Vincenzo Peruggia
Vincenzo Peruggia (Dumenza, 8 de outubro de 1881 – Annemasse, 8 de outubro de 1925) é o italiano que roubou a Mona Lisa, em 21 de agosto de 1911 do Museu do Louvre.

## Vida
Ele alegou ser um patriota italiano que desejava retornar para seu país um dos numerosos tesouros que Napoleão Bonaparte havia roubado de lá. Porém, Vincenzo desconhecia o fato de que a Mona Lisa havia sido ofertada como presente ao rei Francisco I de França pelo próprio Leonardo da Vinci, quase trezentos anos antes de Napoleão.
A Mona Lisa foi recuperada em 12 de dezembro de 1913 em Florença. Peruggia foi condenado a um ano e quinze dias por seu crime. Um recurso reduziu sua sentença para sete meses e nove dias. Peruggia foi considerado pela maioria de seus compatriotas como um herói da arte nacional. Após o roubo ele foi para um hotel onde guardou o retrato da Mona Lisa debaixo da cama.